# Altenheim Alsumer Straße 52
Das ehemalige Altenheim Alsumer Straße 52 nördlich vom Dorfkern in der niedersächsischen Gemeinde Wurster Nordseeküste, Ortsteil Dorum, im Landkreis Cuxhaven, stammt aus der zweiten Hälfte des 19. Jahrhunderts.
Aktuell (2024) wird es seit nach 2003 als Wohnhaus genutzt.
Das Gebäude steht unter Denkmalschutz (siehe auch Liste der Baudenkmale in Wurster Nordseeküste).

## Geschichte
Johann Gerhard Allers I (1737–1792) stammte aus Cappel-Niederstrich. Sein Sohn Johann Gerhard Allers II (1776–1851) gründete 1849 durch sein Testament die J. G. Allersstiftung in Dorum-Alsum, wonach „notorisch Arme angemessen unterstützt werden und sich auf eine, ihren Leistungen entsprechende Weise nützlich beschäftigen“. Dessen Sohn Johann Gerhard Allers III (* 1805 in Padingbüttel) gründete 1854 die Johann Gerhard Allers Tagelöhner Stiftung und Stiefsohn Erich Witte (1798–1871) 1863 die Erich-Witte-Stiftung.
Das zweigeschossige langgestreckte elfachsige traufständige verklinkerte Gebäude (grodes Huus) mit ziegelgedecktem Walmdach, axialen Fassaden mit kolossaler Lisenengliederung, dreiachsigem mittleren Giebelrisalit an den Längsfassaden mit von verputzten Lisenen begleitem mittigen Portal, sowie Wechselspiel von rotem und gelbem Backstein in den stichbogenförmigen Fensterstürzen, wurde 1856 (Inschrift) als Altenheim für die J. G. Allersstiftung gebaut. Das Dachhaus über dem Eingang stammt aus den 1920er Jahren. 60 Zimmer auf drei Etagen beherbergten zumeist Senioren.
1916 ist das Gebäude abgebrannt und 1925 (Inschrift) wiederaufgebaut worden. Nun lebten 29 alte Menschen und 23 Kinder in der Stiftung. Ein hauseigener geförderter Landwirtschaftsbetrieb mit Vieh und großem Garten ergänzte nun die Anlage. 1939 lebten hier rund 100 Personen, darunter viele Kinder.
Entsprechend den sich ändernden neuen Zwecken und Aufgaben wurde der Name des Hauses angepasst. 1947 übernahm der DRK-Kreisverband Wesermünde die Bewirtschaftung. 1955 waren hier 55 ältere Menschen untergebracht. 2003 bezog der DRK-Verband ein neues Haus in der Käthe-Ringe-Straße in Dorum. Das Stiftungshaus wurde verkauft.
Das Landesdenkmalamt befand u. a.: „… aus geschichtlichen, künstlerischen und städtebaulichen Gründen wegen der nicht alltäglichen künstlerischen und handwerklichen Gestaltwerte und des orts-, bau- und kunstgeschichtlichen sowie straßen- und ortsbildprägenden Zeugniswerts …“